# New Milford (Illinois)
New Milford – wieś w USA, w stanie Illinois.
Według spisu z 2000 roku wieś zamieszkuje 541 osób. 

## Geografia
Davis Junction leży na 42°11'0" N, 89°4'16" W.
Według spisu wieś zajmuje powierzchnię 2,9 km², z czego 2,8 zajmują lądy  a 0,1 zajmuje woda. 

## Demografia
Według spisu z 2000 roku wieś zamieszkuje 541 osób skupionych w 239 gospodarstwach domowych, tworzących 152 rodzin. Gęstość zaludnienia wynosi 191,6 osoby/km². W mieście znajdują się 244 budynki mieszkalne, a ich gęstość występowania wynosi 86,4 mieszkania/km². Miasto zamieszkuje 93,90% ludności białej, 1,85% stanowią Afroamerykanie, 1,48% Azjaci, 1,11% ludność innej rasy i 1,66% ludności wywodzącej się z dwóch lub więcej ras. Hiszpanie lub Latynosi stanowią 3,14% populacji.
W mieście są 239 gospodarstwa domowe, w których 25,1% stanowią dzieci poniżej 18 roku życia żyjących z rodzicami, 52,7% stanowią małżeństwa, 6,7% stanowią kobiety nie posiadające męża oraz 36,4% stanowią osoby samotne. 30,5% wszystkich gospodarstw domowych składa się z jednej osoby oraz 8,8% żyjących samotnie ma powyżej 65 roku życia. Średnia wielkość gospodarstwa domowego wynosi 2,26 osoby, natomiast rodziny 2,80 osoby. 
Przedział wiekowy kształtuje się następująco: 20,9% stanowią osoby poniżej 18 roku życia, 7,4% stanowią osoby pomiędzy 18 a 24 rokiem życia, 33,6% stanowią osoby pomiędzy 25 a 44 rokiem życia, 29,0% stanowią osoby pomiędzy 45 a 64 rokiem życia oraz 9,1% stanowią osoby powyżej 65 roku życia. Średni wiek wynosi 38 lat. Na każde 100 kobiet przypada 114,7 mężczyzn. Na każde 100 kobiet powyżej 18 roku życia przypada 103,8 mężczyzn.
Średni dochód dla gospodarstwa domowego wynosi 39 531 dolarów, a dla rodziny wynosi 52 500 dolarów. Dochody mężczyzn wynoszą średnio 37 955 dolarów, a kobiet 30 000 dolarów. Średni dochód na osobę we wsi wynosi 22 937 dolarów. Około 6,8% rodzin i 9,9% populacji wsi żyje poniżej minimum socjalnego, z czego 16,3% jest poniżej 18 roku życia i 2,9% powyżej 65 roku życia. Davis Junction ma najwyższy dochód na jednego mieszkańca w aglomeracji Rockford. 